# KVS-museet
KVS-museet är ett arbetslivsmuseum i ett annex till det tidigare Kronprinsessan Victorias Sjukhus i Vejbystrand i Ängelholms kommun. 
Museet, som öppnade år 2003, skapades i samarbete mellan områdets nuvarande ägare och några lokala  ortsbor. Tanken var att skapa en tillfällig utställning till det tidigare sanatoriets  hundraårsjubileum, men den blev så populär att museet blev kvar.
Den fasta utställningen beskriver sanatoriets historia i text och bild och omfattar bland annat ett typiskt patientrum från 1920-talet med utrustning för rehabilitering av TBC-patienter, såsom gipsvagga och ståbräda samt en så kallad finsenlampa för att behandla hudtuberkulos med ultraviolett ljus. Lampan har utvecklats av den danske läkaren och nobelpristagaren Niels Ryberg Finsen. Dessutom finns en modell av det tidigare sjukhusområdet i skala 1:87.
Museet, som är öppet under sommarmånaderna, anordnar nya temautställningar varje år.